# Theritas mavors
Theritas mavors är en fjärilsart som beskrevs av Jacob Hübner 1818. Theritas mavors ingår i släktet Theritas och familjen juvelvingar. Inga underarter finns listade i Catalogue of Life.

## Bildgalleri

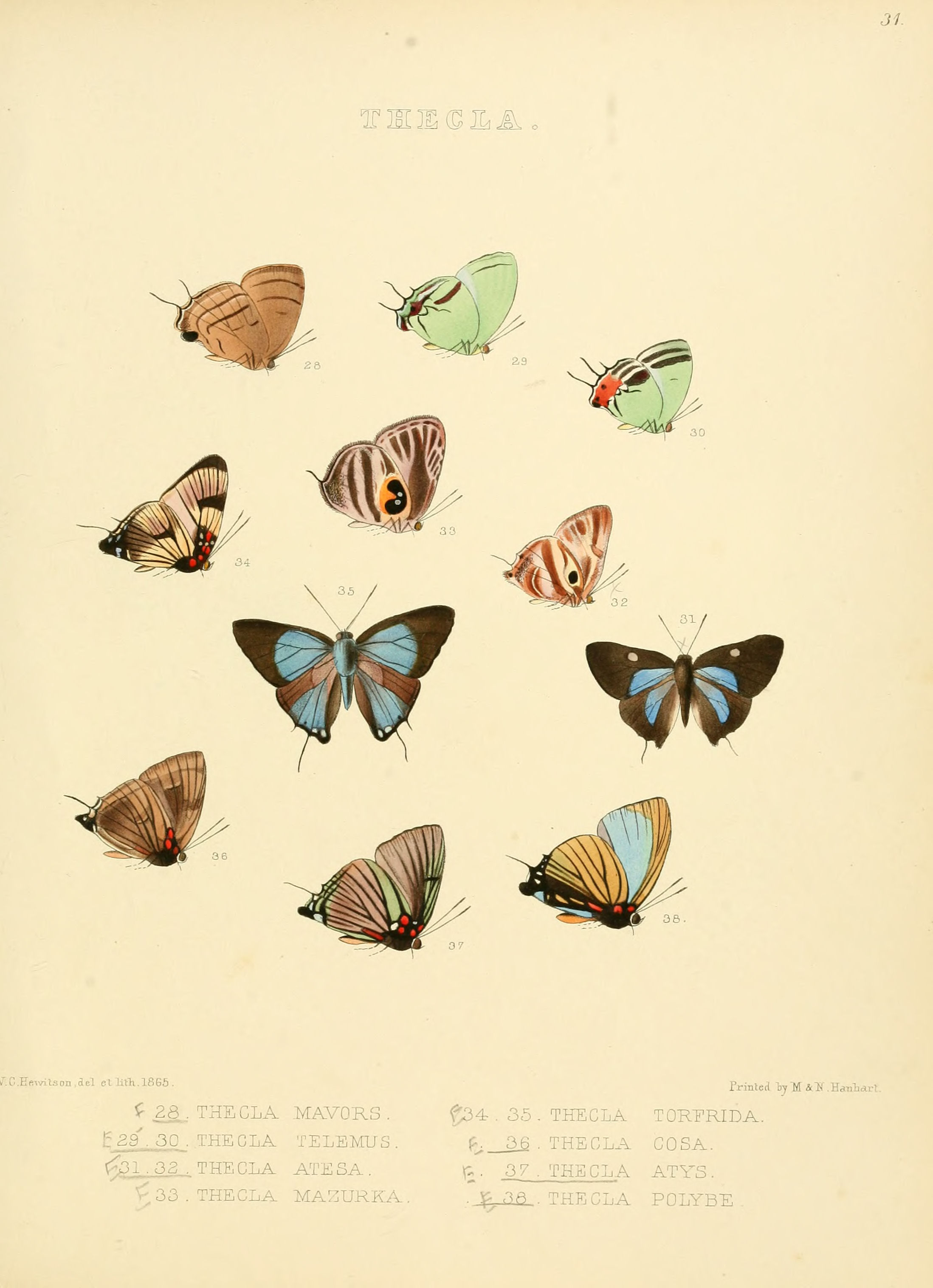